# Yacimiento Megalítico Cabo de Berbería
El Yacimiento Megalítico Cabo de Berbería, es un lugar de la isla de Formentera donde se han encontrados restos prehistóricos de hacia el dos mil quinientos antes de Cristo. El yacimiento se ubica a un kilómetros al norte del Cabo de Berbería. Son restos de cabañas para personas y animales pertenecientes a un asentamiento humano de la Edad del Bronce, con una antigüedad de unos 4.500 años.
Los yacimientos de Berbería I, II y III son un ejemplo de cabañas prehistóricas circulares y naviformes (semielípticas o semicirculares) que guardan una cierta similitud con las de época talayótica halladas en las vecinas islas de Mallorca y Menorca.
Se creyó hasta hace no mucho que en la prehistoria las islas de Formentera e Ibiza estuvieron deshabitadas y solo en tiempos recientes llegó el hombre a las islas. Sin embargo, diferentes investigadores, han probado que en las islas Pitiusas hubo poblamientos humanos desde antiguo. Se han identificado hasta ahora 21, pero solamente tres han sido excavados. Es en el cabo de Berbería donde hay más restos humanos prehistóricos. Las agrupación ahí demarcadas por los arqueólogos es de planta circular y pertenecería a una comunidad bien organizada y que conocería bien la isla.